# Häftlingstransporte mit der Olga Siemers und Rheinfels
Die Dampfschiffe Olga Siemers und Rheinfels wurden im April 1945 zum Transport von KZ-Häftlingen aus dem KZ Neuengamme eingesetzt.

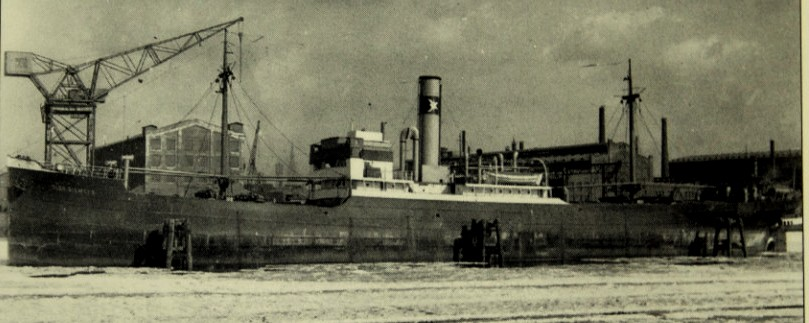
Die KZ-Häftlinge bestiegen die Olga Siemers auf Reede Stader Sand

## Schiffsbeschreibungen
Die Olga Siemers war ein Frachter der Reederei G. J. Siemers & Co. und wurde 1923 von den Nordseewerken abgeliefert. Sie war 101 m lang, 14,2 m breit, hatte eine Seitenhöhe von 7 m und war mit 3350 BRT vermessen. Die Antriebsleistung betrug 1450 PS. Das Schiff erreichte eine Geschwindigkeit von 10 kn. 1945 lag es in Lübeck in der Werft.
Die Rheinfels der DDG „Hansa“ wurde 1939 bei der AG Weser gebaut, aufgrund des Kriegsbeginns 1941 nach Odense geschleppt, hier zu Ende gebaut und 1943 an die DDG „Hansa“ abgeliefert. Sie war 149,8 m lang, 19,1 m breit, hatte einen Tiefgang von 5,3 m und war mit 7760 BRT vermessen. Die Dreifach-Expansionsmaschine mit vier Zylindern und Abdampfturbine leistete 6.250 PSi und verlieh dem Schiff eine Geschwindigkeit von 14 kn.

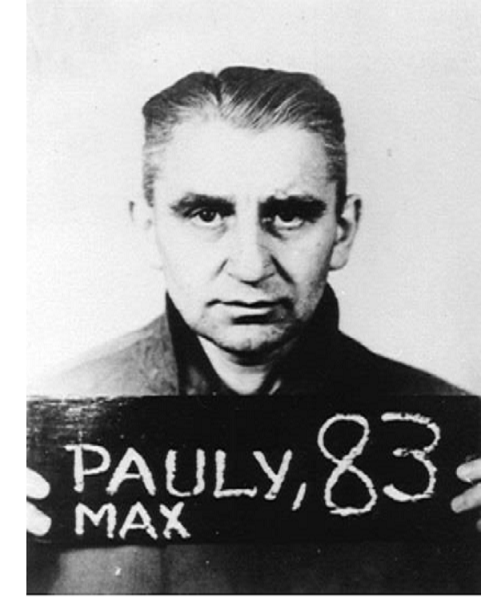
KZ-Kommandant von Neuengamme, Max Pauly nach seiner Festnahme 1945
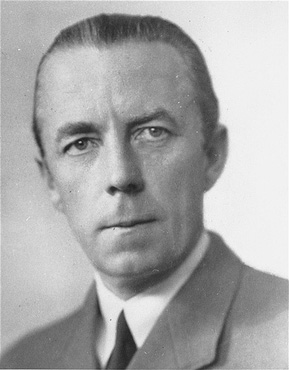
Graf Folke Bernadotte, hat 1944/45 als Vizepräsident des Schwedischen Roten Kreuzes rund 20.000 KZ-Häftlinge befreit

## Transport der Häftlinge aus dem KZ Neuengamme und Außenlager nach Flensburg
Die Kommandogewalt über das KZ Neuengamme und dessen Außenlager sollte auf Weisung von Reichsführer SS Heinrich Himmler im Falle des Vordringens feindlicher Kräfte auf das Reichsgebiet für den Bereich Nordsee auf den Höheren SS- und Polizeiführer (HSSPF) Georg-Henning Graf von Bassewitz-Behr übergehen. Der KZ-Kommandant SS-Sturmbannführer Max Pauly gehörte damit zum Stab des HSSPF. Die staatliche Befehlsgewalt ging in diesem Fall auf die zuständigen Reichsverteidigungskommissare (in der Regel die Gauleiter) über, in diesem Falle von Hamburg auf Karl Kaufmann. Beim Vordringen feindlicher Kräfte sollte kein KZ-Häftling in feindliche Hände fallen, außerdem wollte Karl Kaufmann bei der Ankunft der britischen Soldaten keine KZ-Häftlinge auf Hamburger Gebiet haben.

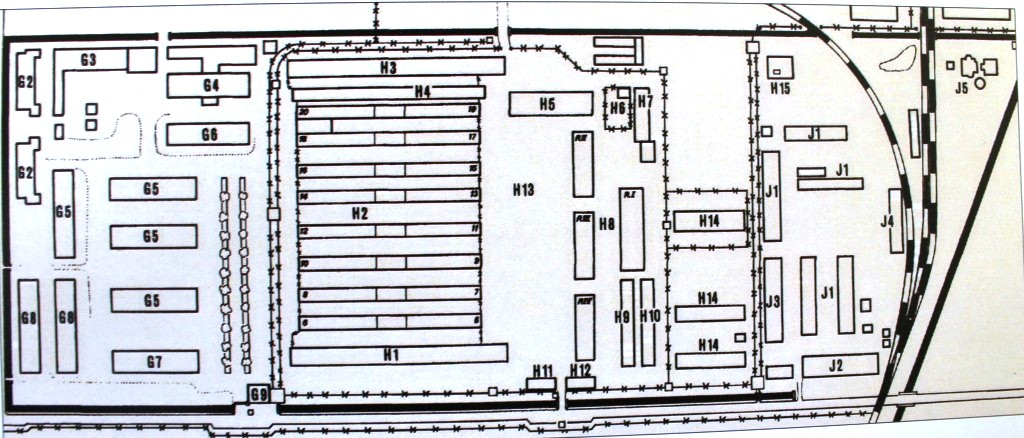
Plan vom KZ Neuengamme

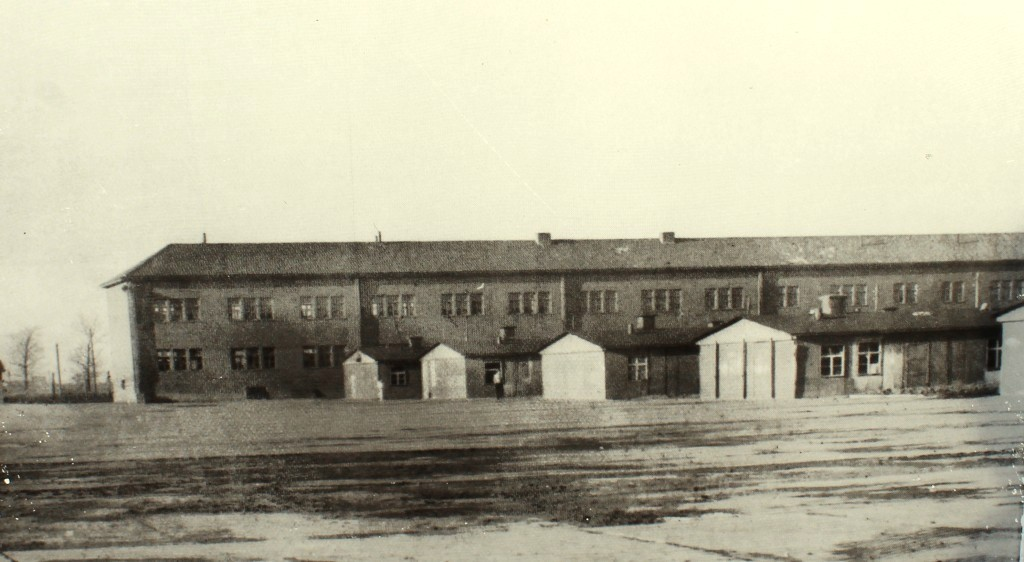
KZ Neuengamme, Blick auf Block H1 und Baracken

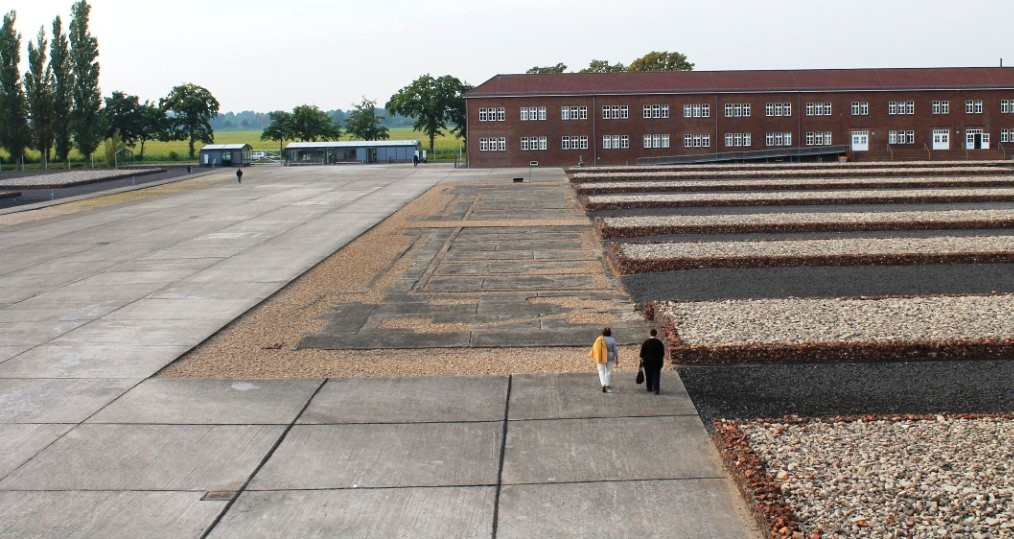
2015 Heutiges Gelände vom KZ-Neuengamme, Blick auf den Eingang (hinten) Apellplatz (links) und Block H1 (hinten rechts) und Reste der Häftlingsbaracken (Rechts vorne)

Neuengamme gehörte zu dem letzten KZ-Stammlager, das von der SS vor den herannahenden Alliierten geräumt wurde. Um Platz für die Häftlinge aus den Außenlagern zu schaffen, wurden schwache, kranke und nicht marschfähige Häftlinge ausgesondert und nach Bergen-Belsen bzw. in Auffanglager abgeschoben. Am 8. April wurden rund 2500 kranke Häftlinge vom KZ Neuengamme mit SS-Bewachung unter Begleitung des SS Lagerarztes Bruno Kitt mit der Bahn zum KZ Bergen-Belsen geschickt. Bergen-Belsen war überfüllt und daher wurde der Transport zurückgeschickt.

### Von Neuengamme nach Sandbostel
Über einen Umweg erreichte er Hamburg und da Neuengamme zu räumen war, wurde der Transport mit der Bahn über Bremervörde nach Brillit zum Auffanglager Sandbostel geschickt. Ab Brillit marschierten die Häftlinge zu Fuß, marschunfähige und schwerkranke Häftlinge wurden in einer Lorenbahn transportiert, die von Brillit bis zum Lager führte. So erreichten sie das seit 1944 von der SS übernommene Stalag X B in Sandbostel. Etwa ein Viertel des Kriegsgefangenenlagers sollte als KZ-Auffanglager dienen, und hier wurden mehrere Baracken für die KZ-Häftlinge geräumt und von dem Kriegsgefangenenlager mit Stacheldraht abgetrennt. Bis zur Ankunft am 18. April in Sandbostel waren auf dem Transport fast 300 Häftlinge verstorben, ein Augenzeuge berichtete von 350 Toten, die in Brillit im Massengrab verscharrt wurden.
Vom Neuengammer Außenlager „Alter Banter Weg“ in Wilhelmshaven kamen einige Tage später weitere KZ-Häftlinge in dem Stalag XB Sandbostel an, die eine ähnliche Irrfahrt mit vielen Verlusten hinter sich hatten.

### Hungerrevolte in Sandbostel
Die Zustände im Kriegsgefangenenlager Sandbostel waren katastrophal, am Schlimmsten im Bereich Marlag, der ursprünglich für Marineangehörige der gegnerischen Kriegsschiffe vorgesehen war. Dieser Lagerbereich wurde im Juli 1941 von Sandbostel in ein ehemaliges kleines Luftwaffen Trainingslager in Westertimke verlegt. Das aus 23 Baracken bestehende Lager Marlag war auf Anordnung der SS für die insgesamt rund 8.000 KZ-Häftlinge geräumt worden, die ab dem 12. April 1945 nach Sandbostel kamen. Mit einem der ersten Transporte kamen die SS-Obersturmführer Gerhard Möller und SS-Hauptsturmführer Schaper nach Sandbostel, die hintereinander als Führer des KZ-Lagers fungierten.

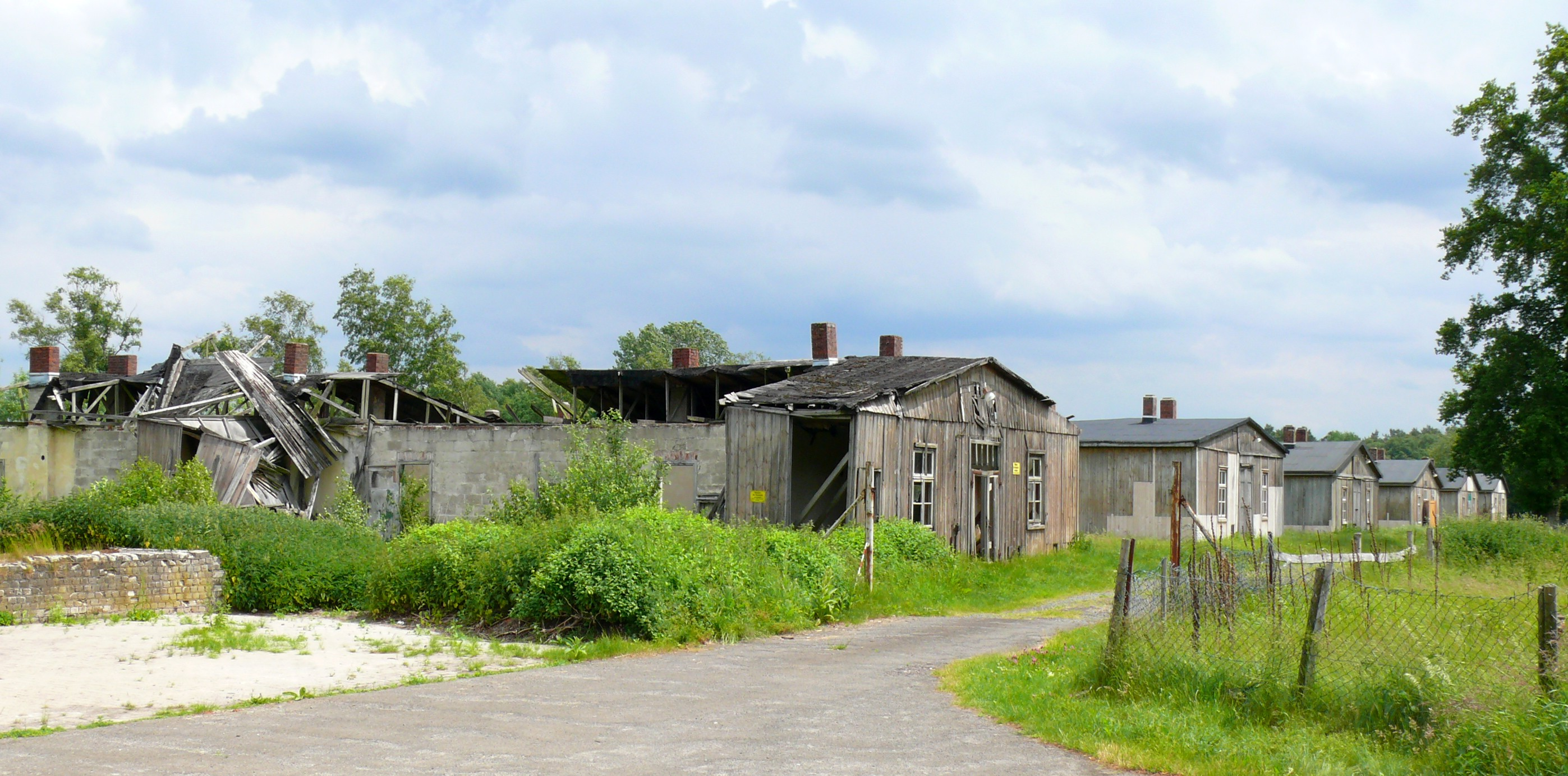
Kriegsgefangenenlager Sandbostel, bundesweit einmalig sind eine Reihe von Baracken original erhalten und denkmalgeschützt

Da kurz zuvor noch 700 US-Soldaten als Kriegsgefangene aus dem Stalag XII A Limburg unterzubringen waren, hatte man die Betten, Matratzen und Decken dieser Baracken ausgeräumt und für die neuen Kriegsgefangenen verwendet. Daher gab es in den Baracken für die KZ-Häftlinge im Marlag nur den nackten Boden.
In der Nacht vom 19. zum 20. April entstand im Lager eine Hungerrevolte, die von der SS brutal mit mehreren Hundert Toten beendet wurde. Ein großer Teil der SS-Wachmannschaften floh in den Wirren der Nacht. Nicht wenige hatten ihre SS-Uniformen gegen Wehrmachtsuniformen oder Zivilkleidung getauscht. Zu dieser Zeit befanden sich 7.400 (nach anderer Quelle am 29. April 6.800) KZ-Häftlinge aus Neuengamme in Sandbostel. Am Vormittag des 20. April kam es zwischen dem Vertreter der Kriegsgefangenen (Colonel Marcel Albert) und Oberstleutnant Heinrich Westphal, der vom Lagerkommandanten Lühe zum Nachfolger ernannt wurde, zu einem Gespräch. Darin bat Westphal die Kriegsgefangenen bei der Versorgung der KZ-Häftlinge um Hilfe und Westphal übergab das vollständige Lagerkommando an die Kriegsgefangenen.

### Über das Auffanglager Sandbostel nach Stader Sand und hier auf dieOlga Siemers
Die verbliebenen SS-Männer ließen die noch marschfähigen KZ-Häftlinge am frühen Morgen des 20. Aprils antreten und verließen mit diesen Häftlingen das Lager Sandbostel. Sie trieben die rund 400 KZ-Häftlinge unter Bewachung von Sandbostel zum Bahnhof in Bremervörde. Hier wurden sie in Waggons verladen, um mit dem Zug in Richtung Stade zu fahren. Bei der Abfahrt erfolgte ein Tieffliegerangriff und tötete viele Häftlinge und einige SS-Wachleute. Von Stade aus wurden die Häftlinge in Richtung Elbe nach Stader Sand getrieben, wo sie auf zwei Schleppkähne steigen mussten. Damit wurden sie zum auf der Reede liegenden Dampfer Olga Siemers gefahren und die meisten Häftlinge wurden in die Laderäume verfrachtet. Kranke und Verletzte, die die Leitern in die Laderäume nicht runtersteigen konnten, lagen an Deck und im Aufbau- und Brückenbereich.

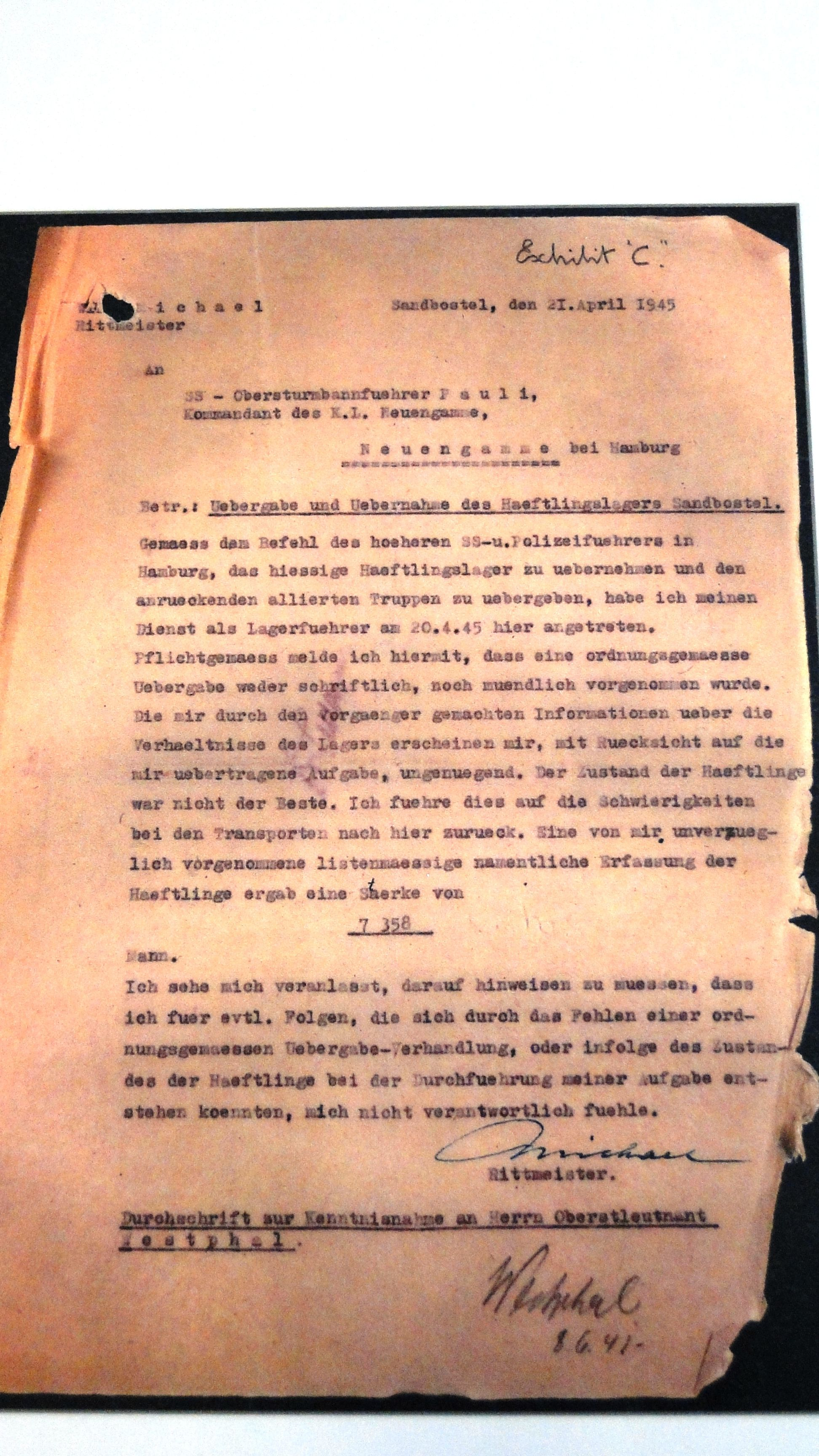
Brief an den KZ-Kommandanten Pauli bezgl. der Übergabe des Lagers Sandbostel am 20. April 1945

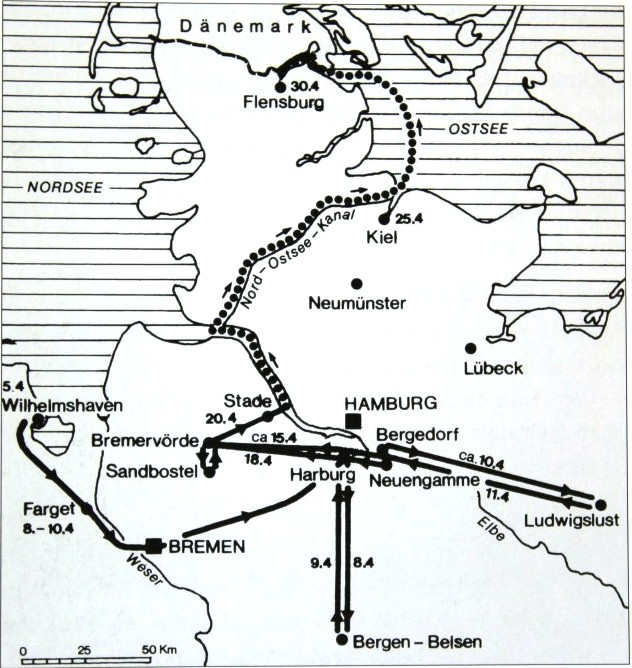
Weg der SS-Häftlinge nach Flensburg

### Auf derOlga Siemersnach Kiel und dann nach Flensburg
Es wurde der Anker gelichtet und durch den Nord-Ostsee-Kanal erreichten sie am 25. April Kiel. Der Kieler Hafen erlebte am Abend einen starken Bombenangriff. Bei der Weiterfahrt in Richtung Flensburg hielt sich der Frachter immer in Küstennähe und lief am 26. April auf eine Sandbank. Ohne Nahrung für die Häftlinge lag das Schiff weitere vier Tage fest, bis ein Schlepper kam und sie freischleppte. Am 30. April erreichten sie Flensburg. Dieser Transport hatte damit für die am 8. April losmarschierten Häftlinge rund drei Wochen gedauert. Die am 5. April in Wilhelmshaven aufgebrochenen Häftlinge brauchten bis Flensburg 25 Tage.
In Flensburg war man über diesen Häftlingstransport nicht informiert, keine militärische und zivile Dienststelle fühlte sich zuständig und wusste wohin mit ihnen. Es waren zwei Typhus- und eine Pesterkrankung von Bord gemeldet worden, daher war das Schiff gesperrt. Am 1. Mai kamen zwei Marineärzte an Bord der Olga Siemers und nach der Freigabe verholte das Schiff auf die westliche Seite des Hafens und machte neben der Werft fest. Hier ließ man die Häftlinge in Bahnwaggons umsteigen, um sie nach Lübeck zu bringen. Auf dem Bahngleis im Stadtteil Flensburg-Weiche blieb der Zug jedoch vier bis fünf Tage unter Bewachung stehen. Am 2. und 4. Mai kamen noch weitere Zugtransporte mit den letzten Häftlingen aus Neuengamme in Flensburg-Weiche an.

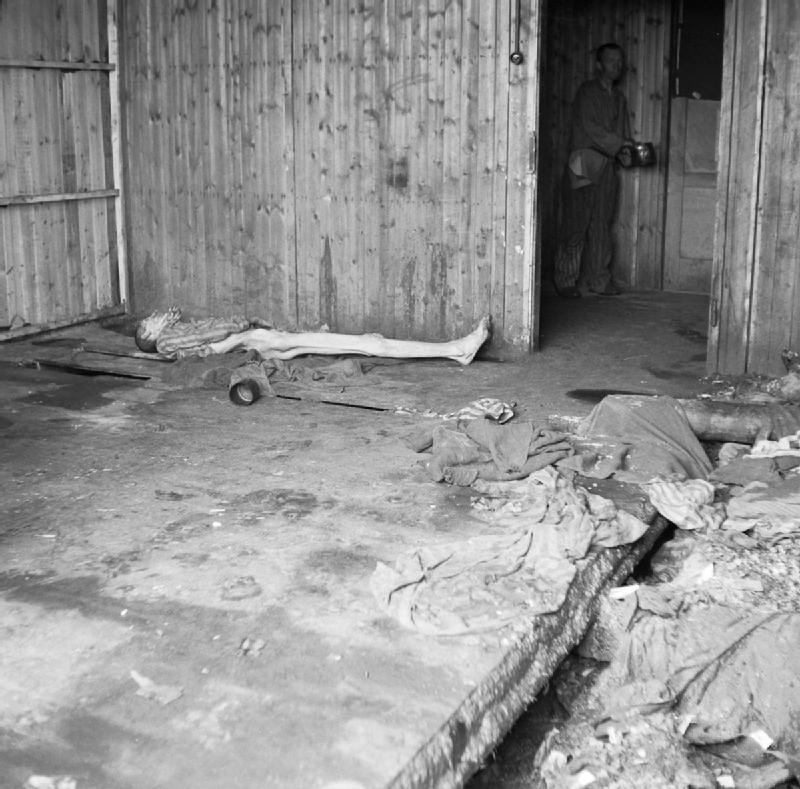
Befreiung des Lagers von Sandbostel 1945

Inzwischen hatten die SS-Wachmannschaften unter Zurücklassung der Waffen das Weite gesucht und die Flensburger Polizei übernahm die Transporte mit den Häftlingen. Die verhungernden Häftlingen wurden notdürftig vom Roten Kreuz versorgt. Einige der gesunden Häftlinge nutzten die Gelegenheit zur Flucht. Am 2. Mai wurde dem seit einigen Tagen im Amt befindlichen Hafenkapitän, dem Korvettenkapitän Hans Joachim von Ramm, die Anwesenheit der Häftlinge gemeldet. Der ordnete an, sie auf der zur Reparatur im Hafen befindlichen Rheinfels unterzubringen. Der Kapitän Meybohm protestierte ohne Erfolg.

### Von derOlga Siemersauf dieRheinfels
Am 4. Mai ging es für alle Neuengammer Häftlinge unter Polizeibewachung wieder zurück in den Hafen, sie stiegen auf Schlepper und Barkassen, die sie zu der inzwischen auf der Reede ankernden Rheinfels brachte. Außerdem wurden rund 300 Häftlinge aus dem KZ Stutthof mit ihrer SS-Bewachung auf die Rheinfels gebracht.
Da kein Stroh zur Verfügung stand, lagen die Häftlinge auf den eisernen Decks. Aufgrund der schlechten Versorgung starben täglich 10 bis 12 Häftlinge. Mit rund 1600 Häftlingen und 100 Mann SS-Wachpersonal teilweise vom Stutthof-Transport lief das Schiff aus, kam aber aufgrund einer Schraubenhavarie nicht weit. Vor Anker lagen sie auch noch am 8. Mai, als sie vom Waffenstillstand erfuhren.

### Von derRheinfelsauf dieHombergund nach Malmö
Am 7. Mai wurde der in Flensburg liegende Dampfer Homberg mit Treibstoff aus dem Tanker Frieda versorgt. Es wurden an Deck provisorischen Toiletten montiert und das Schiff wurde mit Proviant und Gulaschkanonen ausgerüstet. Das an Bord gebrachte Bettzeug wurde von dem Schichau-Dampfer Elbing VIII beschlagnahmt. Am 10. Mai wurden unter der Aufsicht der Alliierten von der Homberg rund 1200 Häftlinge von der Rheinfels übernommen und erreichten im Rahmen der Aktion Folke Bernadotte mit dem schwedischen Roten Kreuz Malmö am 11. Mai, wo ihre Irrfahrt ein gutes Ende nahm.

## Hintergrund
Das Lager Sandbostel wurde im Februar 1926 für Strafgefangene geplant, 1932 durch den Freiwilligen Arbeitsdienst Deutschland (FAD) sowie den Arbeitsdienst Niedersachsen e.V. gebaut und 1933 von dem Reichsarbeitsdienst (RAD) übernommen. Im September 1939 wurde es in das Kriegsgefangenen-Mannschafts-Stammlager X Sandbostel bzw. ab Dezember 1939 Stalag X A umgewandelt, ab April 1940 in Stalag XB, um darin feindliche Soldaten einzusperren.
Aufgrund des Hitlerattentates am 20. Juli 1944 wurde Heinrich Himmler (Reichsführer SS) zum Befehlshaber des Ersatzheeres ernannt und wurde am 1. Oktober auch Befehlshaber des Kriegsgefangenenwesens. Mit dem Reichsbefehl Nr. 43 erfolgte die Neu-Organisation des Kriegsgefangenenwesens. Unter Punkt 2 werden die Höheren SS- und Polizeiführer (HSSPF) als „Höherer Kommandeur der Kriegsgefangenen“ eingesetzt. Am 1. Oktober 1944 übernahm die SS unter der Leitung von Georg-Henning Graf von Bassewitz-Behr die Kontrolle über das Lager Sandbostel. Daher war es der SS bei der Räumung von Neuengamme möglich, KZ-Häftlinge nach Sandbostel zu bringen.